# 仙台市交通局モハ60形電車
仙台市交通局モハ60形電車（せんだいしこうつうきょくモハ60がたでんしゃ）は、かつて仙台市（仙台市電気水道局電車事業所、現：仙台市交通局）が運営していた路面電車の仙台市電で使用されていた電車。第二次世界大戦終戦後の混乱期に導入された、他都市からの譲渡車両であった。この項目では、戦時体制下の中で同様の形で譲渡が行われたその他の車両についても解説する。

## 61・62（←46・47）
仙台市電では、度重なる路線延伸に伴う車両不足を補うため1938年に梅鉢鉄工所製の2軸車・モハ43形が3両（43 - 45）導入された。だが、第二次世界大戦下での戦時体制強化により、それ以上の増備が困難な状況に陥ってしまった。この事態を受け、仙台市では路面電車の車両増備を各都市からの車両譲渡によって行う方針へと切り替えた。その最初の車両として導入されたのが、東京市電（現：東京都電車、都電）の木製2軸車である400形である。
1941年、三真工業によって東京市電青山車庫で改造を受けた2両が仙台市電に譲渡された。営業開始当初の形式名はモハ43形の続番となる「46」と「47」だったが、将来的にモハ43形を増備する方針に変更されたため、早期に「61（←46）」「62（←47）」に変更された。第二次世界大戦終戦後は早期に仙台市電での運用から離脱し、62は1949年に廃車解体された一方、61は前年の1948年に秋保電気鉄道に譲渡され、マハ11（→モハ402）に車両番号を変更した上で1954年まで使用された。

## 63・64
1941年の八幡線開通に合わせて導入された車両。元は江ノ島電気鉄道（現：江ノ島電鉄）の2軸車で、書類上は15形2両（21・22）と記されているが、64（←22）は車体・台車共にそのままの形で使用されたのに対し、64については21の車体と、江ノ島電気鉄道で納涼電車として使用されていた11形11の台車が組み合わせたと推測されている。これを含めた譲渡に伴う改造は三真工業によって行われた。
こちらも戦後は早期に運用を離脱し、64は1949年に解体された一方、63は1948年に秋保電気鉄道に譲渡され、マハ12（→モハ413）として1955年まで使用された。

## 65・66
1944年に名古屋鉄道から譲渡された車両。書類上は竹鼻鉄道の木製2軸車（7・8）とされていたが、実際は美濃電気軌道の6・7であった事が後年に判明している。1948年まで使用された後は両車共に秋保電気鉄道に譲渡され、65はマハ15に、66はマハ13（→モハ406）に改番を実施した上で、前者は1951年、後者は1954年まで使用された。

## モハ60形（67 - 69）
1945年に3両が導入された2軸車。上記の6両と異なり、仙台市電の在籍車両に「形式」が制定されて以降も在籍した事から「モハ60形」という形式名で纏められた。種車は61・62と同様に都電400形であったが、導入にあたり日本鉄道自動車によって改造が実施され、二重屋根が一重の丸屋根に、側面の窓が一段降下式から二段式（上段固定・下段上昇式）に変更された他、台枠や台車の整備も実施された。乗降扉についても当初は二枚引戸式となっていたが、後に一枚引戸式への再改造が行われた。1955年まで使用され、以降は秋保電気鉄道など他社への増備は行われず廃車・解体された。